# 小笠原長巨
小笠原 長巨（おがさわら ながなお/ながおん、天文20年（1551年） - 寛永11年8月29日（1634年10月20日））は、信濃国伊那郡の国人領主。後に江戸幕府の交代寄合旗本（伊那衆）となった。小笠原信貴の次男で、母は諏訪満隆の娘。子に長重（小笠原忠真家臣）、長泰（家督相続）、良隆（忠真家臣）、泰政（忠真家臣）。正室は河窪（武田）信実の娘。通称は孫六、靱負。号は以鉄入道。

## 生涯
天正10年（1582年）2月13日、織田信長による信濃国・甲斐国侵攻戦「甲州征伐」の際、兄の小笠原信嶺が織田信忠に降る際に人質として供出された。本能寺の変で信長が死去した直後の同年6月14日に菅沼藤蔵を仲介して、信嶺と共に駿府城で徳川家康に面会した。豊臣秀吉恩顧の大名である飯田城主京極高知の形勢を伺い、京極氏が徳川方に対して敵対の気配がないことを報告した。
慶長5年（1600年）の関ヶ原の戦いにおいては前哨戦の東濃の戦いに参加し、山村良勝・千村良重に加勢して美濃苗木城・岩村城を攻撃した。
義甥の小笠原信之が松尾小笠原氏の本貫の地であった伊那郡松尾への帰住移封を命ぜられたが、信之はこれを拒み家康の怒りを買った。
結果として長巨が武蔵本庄から伊那郡伊豆木に1千石を僅かに与えられ、伊豆木陣屋を築いた。高遠領保科氏、飯田領小笠原氏等の伊那谷の新領主が定まるまでは伊那郡10万石を一時的に預かった。
慶長19年（1614年）大坂冬の陣では、箱根関の守衛を命じられて本戦には参加しなかったが、元和元年（1615年）大坂夏の陣では、松平乗寿軍に属して大坂城を望む枚方に駐留した。
享年84、法名は圭卜。子孫は交代寄合の伊那衆として細々と続いた。